# Mercedes-AMG SL
La Mercedes-AMG SL (Type R232) est un cabriolet sportif produit par Mercedes-Benz Group. Elle est la septième génération de la série SL, les six premières étant produites par Mercedes-Benz et sont des roadsters alors que cette génération est un cabriolet siglé Mercedes-AMG. La gamme a été entièrement développée par Mercedes-AMG et est basée sur la plate-forme de la prochaine gamme d'AMG GT,. La production a lieu à l'usine de Brême.

## Présentation

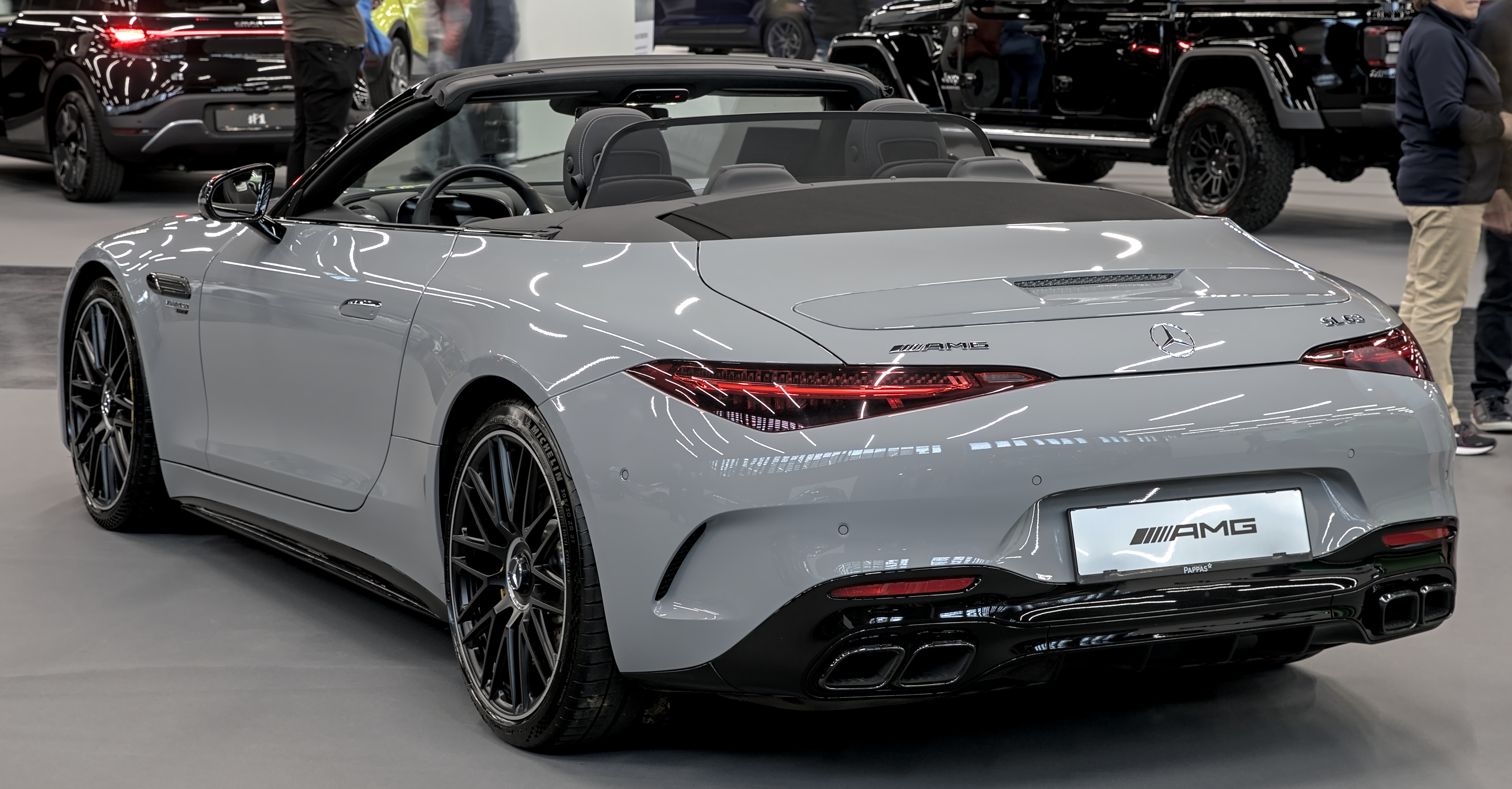
Vue arrière.

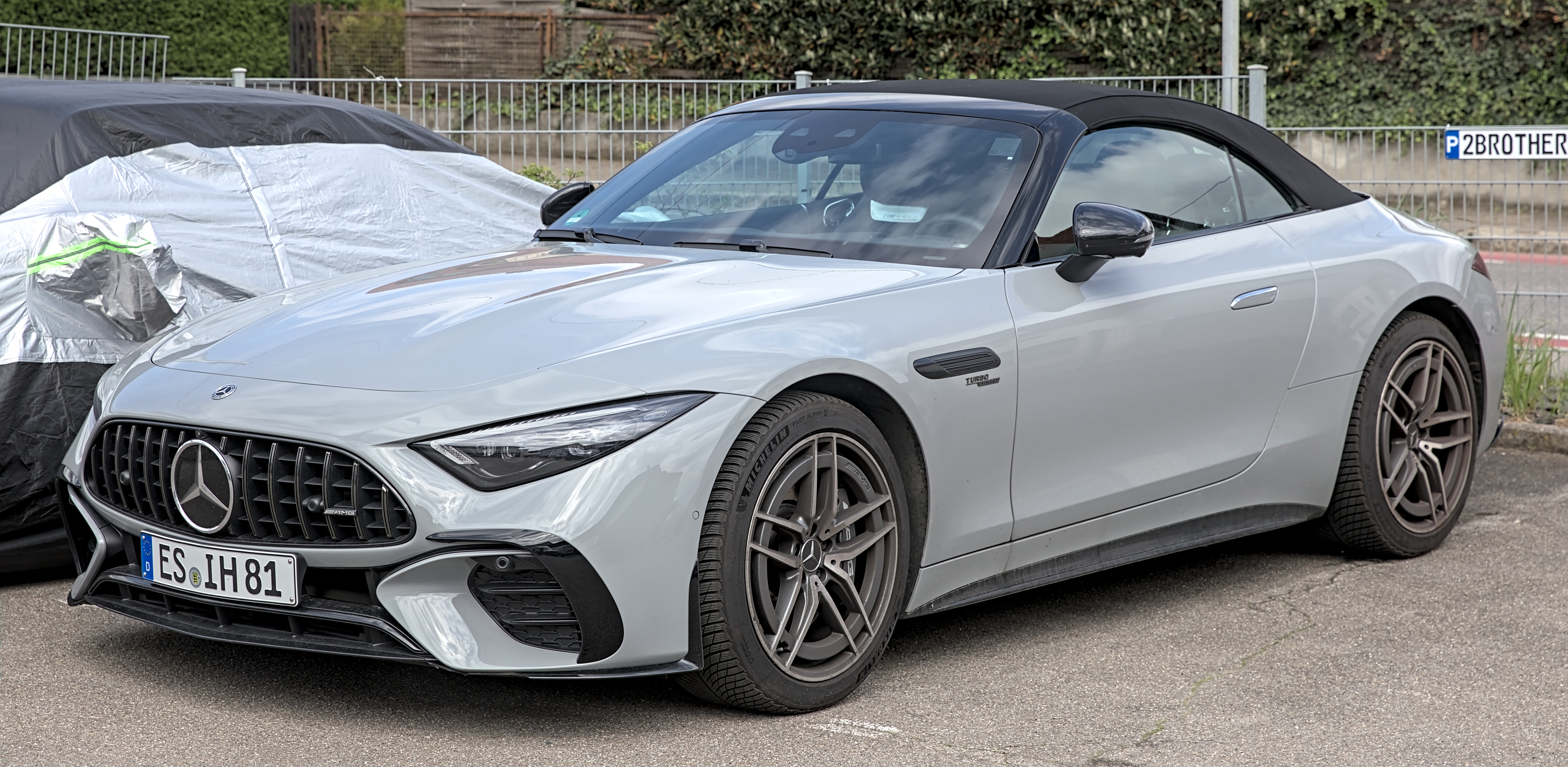
Mercedes SL 43 AMG (depuis 2022).

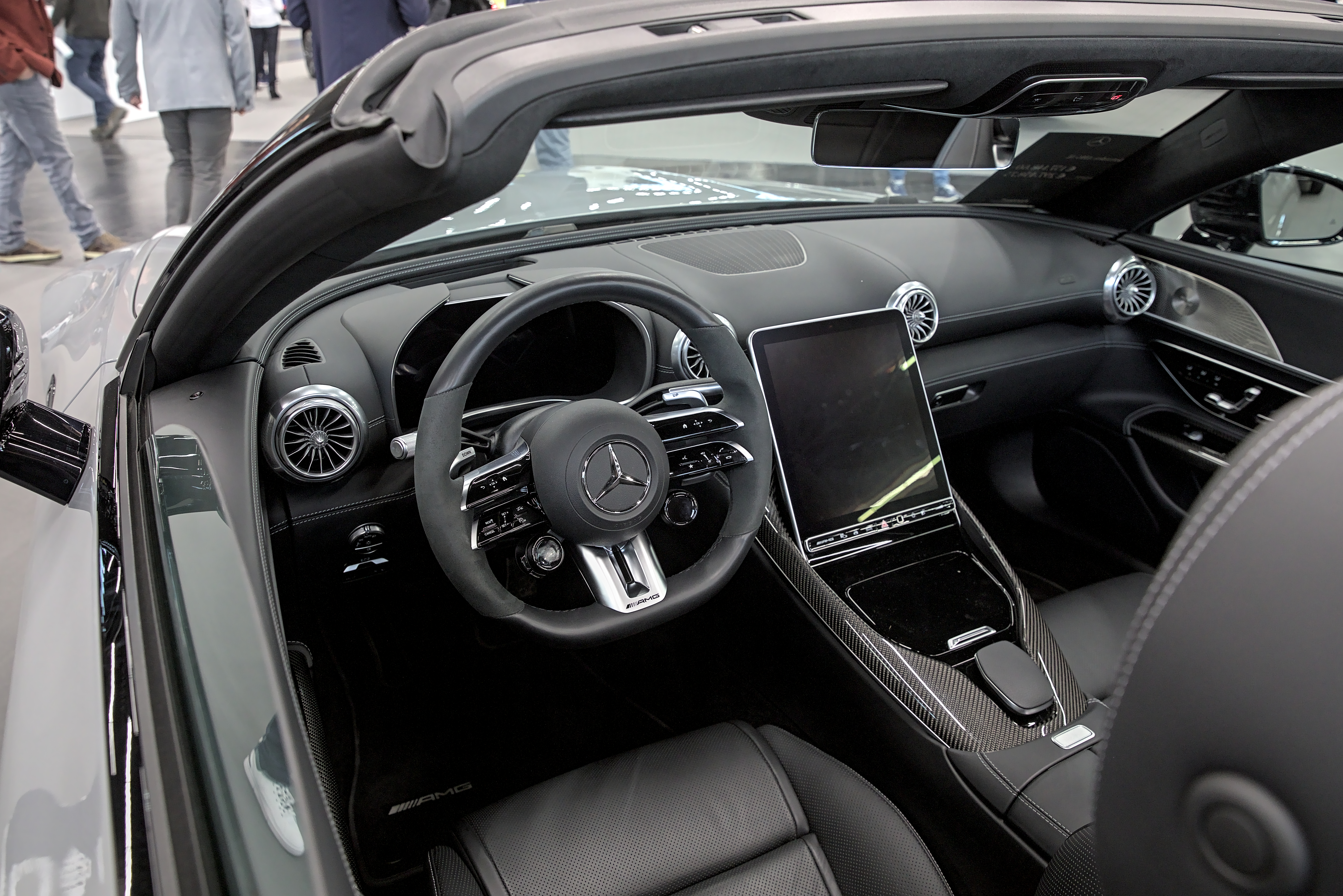
Vue de l'intérieur.

Le 14 juillet 2021, le constructeur dévoile les photographies de l'intérieur du nouveau SL. Celui-ci remplace la 6e génération de SL et également la Mercedes Classe S Cabriolet.
La Mercedes-AMG SL est présentée officiellement le 28 octobre 2021, les modèles SL 55 4MATIC+ et SL 63 4MATIC+ ont été mis en vente le 21 mars 2022 et la SL 43 le 18 mai 2022. En janvier 2023, le modèle spécial SL 63 4MATIC+ Motorsport Collectors Edition, limité à 100 unités, a été présenté. Il est conçu sur la base de la voiture de course de Formule 1 W12 de 2021.
En avril 2022, une nouvelle version faisant office d'entrée de gamme, baptisée SL 43, est annoncée. Outre des modifications techniques, la SL 43 se distingue des autres versions par des boucliers retravaillés et des sorties d'échappement rondes (alors qu'elles sont carrées sur les autres SL). Les jantes de série sont également différentes, et mesurent 19 pouces contre 20 ou 21 pouces sur les autres SL.
En 2024, Mercedes présente la version Maybach de sa SL. Elle est disponible sous une gamme 680 Monogram Series dotée d'un moteur V8 avec deux finitions Red Ambience et White Ambience.

## Finitions

### Séries limitées
- Mercedes-Benz SL 63 AMG 4Matic+ "Motorsport Collectors Edition" (2023) [14]
  - Limitée à 100 exemplaires, elle s'inspire de la livrée Petronas de la Formule 1 de 2023 de Lewis Hamilton et George Russell

## Caractéristiques techniques
La SL VII repose sur la plateforme technique MSA du constructeur. Elle est la première génération à être dotée de quatre roues motrices de série, à recevoir 2 sièges supplémentaires à l'arrière et contrairement à la génération précédente, elle revient à la capote souple en toile qui se déploie en 15 s et jusqu'à 60 km/h. La carrosserie de base est environ 270 kg plus légère et 18 % plus rigide que celle de sa prédécesseur grâce à l'utilisation de matériaux composites en aluminium. Pour la première fois, la SL dispose de pièces mobiles supplémentaires qui modifient la sortie en fonction de la vitesse. Le coefficient de traînée est donné comme étant d'un Cx de 0,31.

### Motorisations
La SL est propulsée par un moteur essence V8 de quatre litres avec transmission intégrale et une transmission automatique à neuf rapports. La vitesse de pointe est limitée à 250 km/h, mais elle peut atteindre jusqu'à 315 km/h. Le SL dans sa version SL 63 4Matic+ reprend le V8 4.0 de la Mercedes-AMG GT R, fort de 585 ch, associé à la boîte automatique MCT 9 rapports. La version SL 55 4MATIC+ reprend le même V8 dégonflé à 476 ch.
La version SL 43 reprend le moteur essence à quatre-cylindres 2.0 issu des A 35 AMG et A 45 S AMG. D'une puissance maximale de 381 ch et d'un couple atteignant 480 N m, il se distingue de ces dernières par l'ajout d'un turbocompresseur électrique issu de la Formule 1 ; il s'agit d'une première pour un modèle de série. Ce moteur est associé à la même boîte automatique que celle de la version SL 63 4Matic+.
| Logo de Mercedes-Benz      | Mercedes-AMG SL                         | Mercedes-AMG SL                         | Mercedes-AMG SL                         |
| Logo de Mercedes-Benz      | 43                                      | 55 4MATIC+                              | 63 4Matic+                              |
| -------------------------- | --------------------------------------- | --------------------------------------- | --------------------------------------- |
| Type de moteur             | 4-cylindres en ligne                    | 8-cylindres en V                        | 8-cylindres en V                        |
| Alimentation               | Turbocompressé (électrifié)             | Bi-turbocompressé                       | Bi-turbocompressé                       |
| Cylindrée (cm3)            | 1991                                    | 3982                                    | 3982                                    |
| Puissance maximale ch (kW) | 381                                     | 476                                     | 585                                     |
| au régime de : (tr/min)    |                                         |                                         |                                         |
| Couple maximal (N m)       | 480                                     | 700                                     | 800                                     |
| au régime de : (tr/min)    |                                         |                                         |                                         |
| Boîte de vitesses          | Automatique AMG Speedshift à 9 rapports | Automatique AMG Speedshift à 9 rapports | Automatique AMG Speedshift à 9 rapports |
| Transmission               | Intégrale (4Matic)                      | Intégrale (4Matic)                      | Intégrale (4Matic)                      |
| Vitesse maximale (km/h)    | 275                                     | 295                                     | 315                                     |
| 0-100 km/h (s)             | 4,9                                     |                                         |                                         |
| Consommation (L/100 km)    |                                         |                                         |                                         |
| Émissions de CO2 (g/km)    |                                         |                                         |                                         |
| Masse à vide (kg)          |                                         |                                         |                                         |
| Capacité du réservoir (L)  |                                         |                                         |                                         |
| Norme environnementale     | Euro 6d–ISC-FCM                         | Euro 6d–ISC-FCM                         | Euro 6d–ISC-FCM                         |

## Chiffres de vente
En 2022, 1 409 Mercedes SL ont été nouvellement immatriculées en République fédérale d'Allemagne. 425 d'entre elles étaient des hybrides.